# Damien Demento
Phillip Theis (né le 25 juin 1958 à Long Island, New York) est un catcheur (lutteur professionnel) américain. Il est surtout connu pour ses apparitions à la World Wrestling Federation (WWF) entre 1992 et 1993 sous le nom de Damien Demento. Phillip est surtout connu pour avoir participé au premier Main Event de WWF Monday Night Raw le 11 janvier 1993, où il a perdu face à The Undertaker.

## Jeunesse
Après le lycée Theis étudie l'art au Wagner College tout en étant lineman dans l'équipe de football américain.

## Vie privée
Avant de se lancer dans la lutte, Theis voulait devenir un footballeur américain. Il cite très souvent King Curtis Iaukea comme sa grande source d'inspiration dans la lutte.
Après avoir pris sa retraite des rings, Theis commence une carrière d'artiste sculpteur

## Récompenses des magazines
- Pro Wrestling Illustrated

| Année | 1991 | 1992 | 1993 | 1994 |
| ----- | ---- | ---- | ---- | ---- |
| Rang  | 263  | 216  | 266  | 356  |